# Ślepa Dziura
Ślepa Dziura (słow. Jaskyňa pod kótou 1950, Slepá diera, węg. Vak-lyuk, niem. Blindes Loch) – niewielka jaskinia w Tatrach Bielskich, w depresji stanowiącej najwyższą część Żlebu spod Jatek. Znajduje się po południowej stronie głównej grani, w odległości kilkunastu metrów od Przełączki nad Wielkim Koszarem. Obszerny otwór jaskini usytuowany jest na wysokości 1930 m n.p.m. (według innych źródeł 1939 m). Jej długość to 10,5 m lub 10 m, głębokość wynosi 4 m. Ponad jaskinią przebiega nieznakowana ścieżka. W latach 1931–1978 był to fragment szlaku Magistrali Tatrzańskiej.
Jaskinia rozwinęła się na styku wapieni murańskich i margli kredowych.